# Paamiut

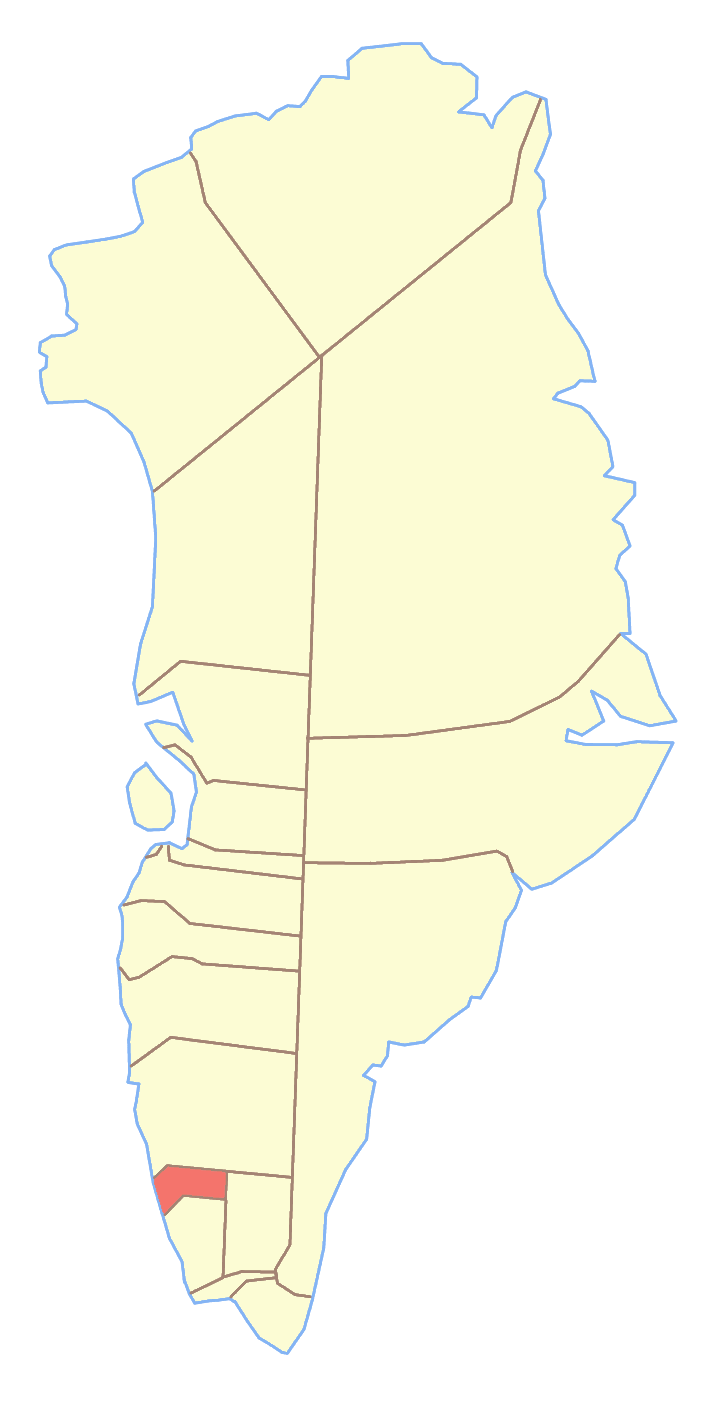
Ubicación del municipio de Paamiut.

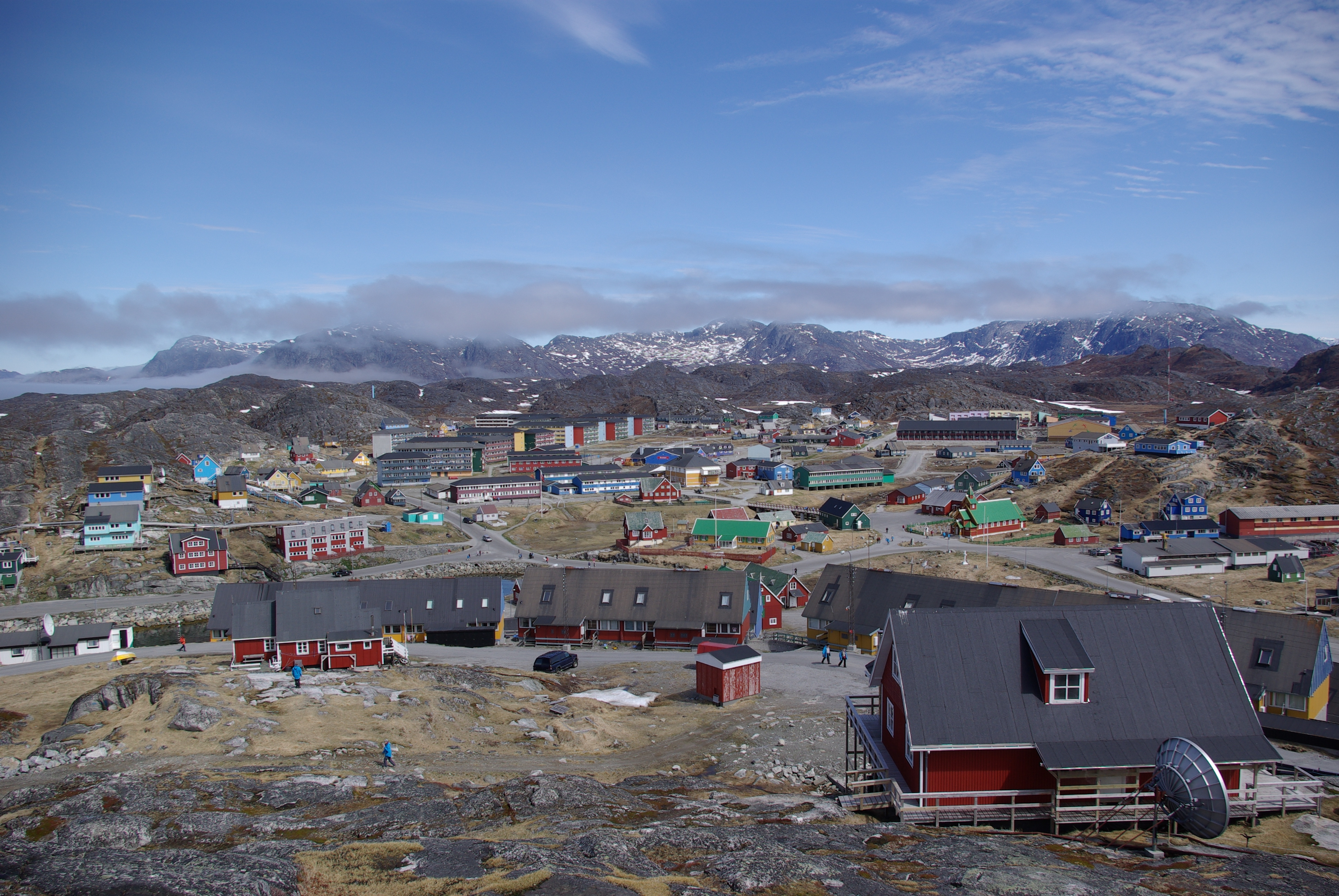
Paamiut

Paamiut (danés: Frederikshåb, antes de 1973 deletreo: Pâmiut) es un pueblo en Groenlandia del sudoeste y también el centro administrativo del antiguo municipio de Paamiut hoy parte de Sermersooq.
Se fundó en 1742 y luego prosperó en el comercio de pieles y productos de ballena. Llegó a ser también conocido para sus artistas de la esteatita. En los cincuenta Paamiut desarrolló una industria resonante del bacalao que duró hasta 1989 cuando las poblaciones de bacalao decayeron. La ubicación aproximada es 62°00'Norte 49°43'Oeste. La población es de 1,817 habitantes ( 2005).